# Martin Bossenbroek

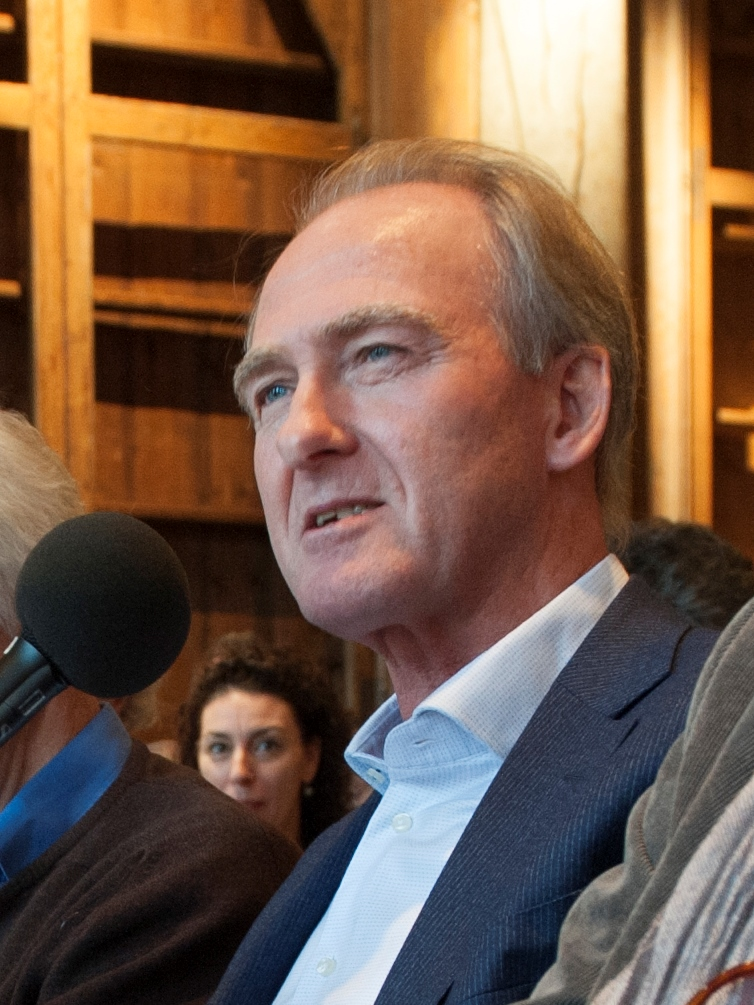
Martin Bossenbroek (2016)

Martin Philip Bossenbroek (* 6. August 1953 in Amsterdam, Königreich der Niederlande) ist ein niederländischer Historiker, Hochschullehrer und Autor.

## Leben
Bossenbroek studierte das Fach Geschichte an der Freien Universität Amsterdam. Danach arbeitete er für einige Jahre als Lehrer und ging 1983 an die Universität Leiden. Dort wurde er 1992 mit der Arbeit Volk voor Indië promoviert. Anschließend war er unter anderem in der Direktion der Königlichen Bibliothek der Niederlande in Den Haag, bevor er Professor an der Universität Utrecht wurde.
Bossenbroek ist Autor einer Anzahl Bücher, von denen De Boerenoorlog über den Zweiten Burenkrieg ausgezeichnet wurde und in mehreren Sprachen (Afrikaans, Englisch), darunter 2016 in Deutsch, aufgelegt wurde.

## Preise und Auszeichnungen
- 2013: Libris Geschiedenis Prijs für De Boerenoorlog.
- 2013: Nominierung für den AKO-Literaturpreis für dasselbe Buch.
- 2023: Libris Geschiedenis Prijs für De Zanzibardriehoek.

## Veröffentlichungen
- Volk voor Indië, 1992.
- Holland op zijn breedst, 1996.
- mit Jan Kompagnie: Het mysterie van de verdwenen bordelen. Bert Bakker, Amsterdam 1998, ISBN 90-351-1905-3.
- De Meelstreep, 2001.
- De Boerenoorlog. Atheneum-Polak & Van Gennep, Amsterdam 2014, ISBN 978-90-253-6993-4.
  - deutsch von Andreas Ecke: Tod am Kap. Die Geschichte des Burenkrieges. Beck, München 2016, ISBN 978-3-406-68812-6.[1]
- Fout in de Koude Oorlog. Nederland in tweestrijd 1945-1989, 2016
- De wraak van Diponegoro. Begin en einde van Nederlands-Indië, 2020, ISBN 978-9025301514.
- De Zanzibardriehoek. Een slavernijgeschiedenis 1860-1900, 2023, ISBN 978-9025313746.